# 509-й окремий ремонтно-відновлювальний батальйон
- нарукавний знак

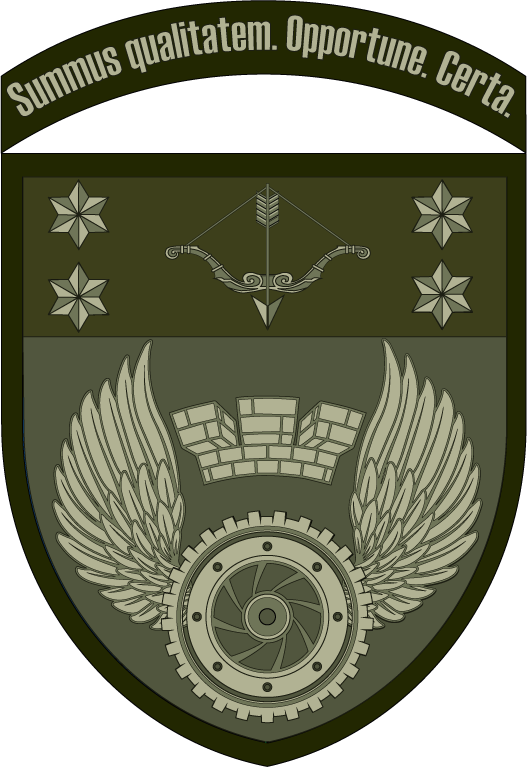
509 орвб

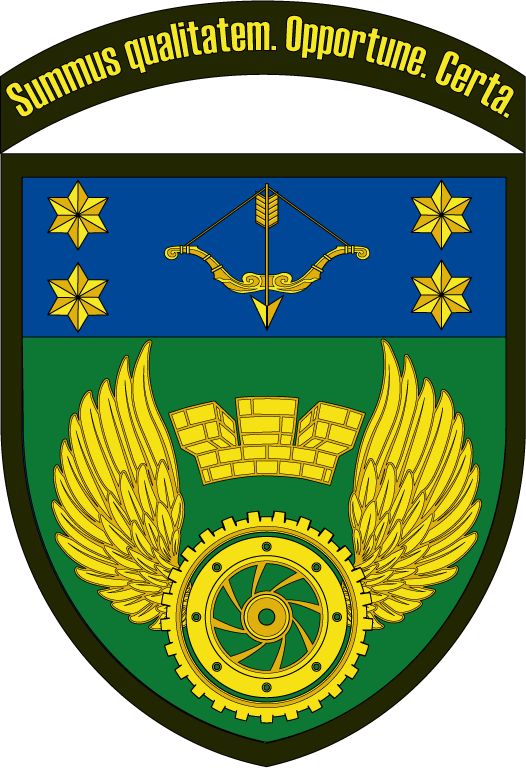
509 орвб

509-й окремий ремонтно-відновлювальний батальйон (509 ОРВБ) — військовий підрозділ, що входить до складу Збройних Сил України. Пункт постійної дислокації військової частини розташований у місті Кременчук (Полтавська область). механізоване з'єднання Сухопутних військ Збройних сил України чисельністю у батальйон. Входить до складу 10-го армійського корпусу.
Створена після російського вторгнення у 2024 році.
Офіційна сторінка військової частини на Фейсбук.